# Становлення і розвиток промислового виробництва металевого цирконію
Становлення і розвиток промислового виробництва металевого цирконію.
Зародження виробництва металевого цирконію і становлення цирконової промисловості йшло спочатку по лінії неметалічної продукції, отримання якої не потребує складних технологічних процесів.

## Загальна характеристика
З середини ХХ століття разом з розширенням випуску різних сполук цирконію, стало швидко розвиватися виробництво металевого цирконію і сплавів на його основі. Одні з них, такі як сплави на основі міді і магнію, виробляються для надання їм, завдяки добавкам цирконію, особливих властивостей. Інші ж, наприклад, сплави цирконію з кремнієм і залізом, використовуються для розкислення і рафінування сталі. Так, німецька фірма Круппа при виробництві гарматної сталі ще перед Першою світовою війною вперше використала цирконій в промислових масштабах. До Другої світової війни Німеччина мала розвинуте виробництво цирконієвої продукції, щорічно виробляючи з імпортної сировини кілька тонн порошків цирконію, а також технічні і реактивні солі цирконію.
Стрімке нарощування виробництва металевого цирконію зумовлене відкриттям можливості застосування очищеного від гафнію цирконію в ядерних реакторах.
У США зацікавились виробництвом реакторного металу в кінці Другої світової війни. Починаючи з грудня 1945 року в лабораторії Гірничого бюро США в м. Олбані, штат Орегон, щотижня отримували 2-3 кг металевого цирконію. В лютому 1947 року стала до ладу дослідна установка продуктивністю 100 кг цирконію на місяць. У червні 1949 року ввели в дію нові потужності, які забезпечували випуск 9 т губчатого цирконію на місяць. З січня 1951 року на збудованому тут державному дослідному заводі потужністю 90 т губчатого цирконію на рік налагоджено систематичне виплавлення компактного цирконію реакторного сорту.
За період 1953—1956 рр. у США створено промислове виробництво компактного металевого цирконію реакторної і технічної чистоти. В експлуатацію ввели кілька великих цирконієвих підприємств, найбільшими з яких був завод в м. Паркерсбург (штат Західна Вірджинія) потужністю 540 т губчатого цирконію на рік, завод в м. Пенсакола (штат Флорида) на 680 т губчатого цирконію на рік, та завод в м. Аштабьюла (штат Огайо) на 900 т губчатого цирконію на рік. В цілому виробничі потужності США зросли до 1959 року в 14 разів і досягли 2700 т цирконію на рік. Будівництво заводів здійснювалося при значній матеріальній підтримці КАЕ (Комісія з атомної енергії США). Урядом США заохочувалося будівництво приватних заводів. За рахунок державного бюджету збудовано лише завод Гірничого бюро в Олбані. Пізніше цей завод передали в оренду приватній фірмі «Ва-Чанг».
У середині ХХ століття в США працювало вже кілька десятків фірм, виробляючи широкий асортимент цирконієвої продукції.
Характерною рисою організаційно-технічної політики основних виробників цирконію в США в 1958—1959 рр. було намагання створити в себе повний виробничий цикл по цирконію — від хлорування концентрату до витоплення зливків.
Але з існуючих у 1957 році виробництв лише на заводі фірми «Карборундум Металс» в м. Акроні були всі стадії виробництва, включаючи металургійний цикл. Інші фірми, що виробляли компактний метал, спеціалізувалися лише на витоплюванні зливків із губчато¬го циркону, який отримували від дослідного заводу Гірничого бюро або від компанії «Тітаніум аллой». Та така спеціалізація мала в майбутньому зникнути, так як на трьох великих заводах, що будувалися, планувався повний виробничий цикл по цирконію і гафнію.
На початку 1959 року чотири основні виробники цирконію в США мали в себе повний виробничий цикл по цирконію. Цей процес концентрації виробництва супроводжувався створенням нових компаній, які скуповували вже існуючі заводи.
У середині ХХ століття промисловість США випускала більше 40 видів товарної цирконієвої продукції: порошок цирконію і компактний метал різної чистоти, кілька сплавів на основі цирконію для використання в атомних реакторах, кілька марок цирконієвих феросплавів, різні вогнетриви на основі циркону, діоксид цирконію, карбід і борид цирконію у вигляді виробів, мертелю, обмазок, футерувальних плиток, тиглів, різних лігатур для кольорової металургії та широкий асортимент цирконієвих солей.
Створена для задоволення потреб атомної техніки в реакторному металі, промисловість металічного цирконію стала енергійно шукати нові сфери застосування цирконію, головним чином в хімічному машинобудуванні.
У 1960 році створена цирконієва асоціація США з керівним центром в м. Клівленді, до якої ввійшло 15 компаній, чотири з яких випускали губчатий цирконій, і 11 — зливки і прокат.
Промислове виробництво металевого цирконію в Японії організоване в 1957 році спеціалізованою фірмою «Тойо Цирконіум». Виробничі потужності в 240 т губчатого цирконію планувалося збільшити в 1959 році до 420 т. Інша фірма — «Осака Тітаніум», — випускала 40 т губчатого цирконію на рік. У 1959 році виробництво зросло до 90 т.
Японський уряд здійснював протекційну політику щодо фірм, які спеціалізувалися на виробництві цирконію і інших рідкісних металів, шляхом встановлення низьких цін на електроенергію, надання кредитів на пільгових умовах, дозволу на прискорену амортизацію виробничих фондів.
В Англії виробництво металевого цирконію з 1951 року здійсню-вала фірма «Мюрекс» на заводі в м. Рейнхеме (Ессекс). Випуск цирконію комерційного сорту у формі листового металу, стрижнів, дроту та труб не перевищував 50 т на рік. Цирконій реакторного призначення в невеликих обсягах вироблявся також фірмою «Магнезіум електрон». Ця ж фірма протягом 15 років здійснювала виробництво цирконієвих сполук для легування магнієвих сплавів.
Початок французького виробництва металевого цирконію відноситься до 1953/1954 рр. У 1956 році французький металургійний концерн «Пешіне» (Pechiney S. A.), експонував зразки цирконію на міжнародній виставці в м. Гетеборг. Компанія «Сосьєте Борель-Малетра» на дослідній установці в м. Ламоте в 1956 році виробляла цирконій для французької Комісії по атомній енергетиці.
У 1960 році на металургійному заводі в м. Нобель-Бозеле організовано виробництво діоксиду цирконію реакторної чистоти. Потужність установки — 120 т діоксиду на рік. З діоксиду цирконію на іншому заводі фірми «Сосьєте д'електрошімі д'югін» в м. Клаво виробляли губчатий цирконій. Потужність установки — 60 т на місяць. На одному із заводів вироблялися також цирконієві труби.
Цирконієві феросплави вироблялися у Франції ще до 1940 року.
У ФРН в 1956 році концерн Круппа розпочав випуск металевого цирконію у формі зливків, стрижнів і листа. Фірма «Дегусса» здійснювала виробництво реакторного цирконію в «атомному містечку» Вольфганге, поблизу м. Ганау.
Третій виробник цирконію — фірма «Гераус», — експонувала на виставці під час Женевської конференції з мирного використання атомної енергії в 1958 році великі зливки цирконію довжиною в два метри, а також труби з цирконію та інші вироби.
У Канаді протягом багатьох років з імпортної сировини виробляли цирконієві феросплави.
Напередодні Другої світової війни металевий цирконій у вигляді невеличких стрижнів і дроту продавався в США і на європейському ринку грамами по ціні 3,0-4,5 дол./г. Порошок металевого цирконію чистотою 98 % коштував відносно недорого — 11-15 дол./кг в залеж-ності від величини закупки. Про нерозвиненість виробництва компак¬т¬ного металу у США в період війни свідчить той факт, що в 1943 році було продано лише 36 г йодидного цирконію за ціною 1400 дол./кг. В 1945 році ціни на йодидний метал знизилися вдвічі, а обсяги річного продажу зросли до 9,5 кг. Уявлення про динаміку зниження цін на металевий цирконій в наступний період дають такі дані:
```
– 1947 р. ціна складала 600 дол./кг;
– 1948/1949 рр. – 330 дол./кг;
–  1951 р. – 110 дол./кг;
–  1952 р. –   44 дол./кг.
```

Цікавим є факт початку продаж у цей період цирконієвого прокату. У 1952 році фірма «Тітаніум Еллой» продавала гарячекатані листи цирконію по 57 дол./кг і холоднокатаний дріт по 74 дол./кг, що в певній мірі свідчить про значні досягнення в металургії цирконію і технології його обробки.
Та незважаючи на 16-ти кратне зниження цін на металевий цирконій в період 1945—1952 рр., метал слабко освоювався промисловістю через високу вартість. Як відмічалося в 1952 році [136], численні експериментальні роботи не призвели до достатнього зниження вартості металу, яка залишалася все ще надто високою для промисловості.
Та надалі ціни поступово падали, і в 1955 році губчатий цирконій коштував вже 30 дол./кг.
У 1959 році ціна на губчатий цирконій реакторного сорту (яка характеризує звичайно всю кон'юнктуру цін цирконієвої продукції) знизилася до 12,5 дол./кг. Губчатий цирконій, не очищений від гафнію — так званий технічний, або «комерційний», — продавався на 2 дол./кг дешевше реакторного цирконію.
У США нарощувалися потужності по виплавці цирконію у вакуумних дугових печах, та вдосконалювалася технологія. У 1960 році випуск зливків цирконію досягнув 1200 т. Максимальний за розмірами зливок цирконію, витоплений на початку 1960 року в печі фірми «Меллорі-Шарон Металс» на заводі в Найпсі, штат Айдахо, важив близько 6 т при діаметрі 75 см.
В Англії та на японських підприємствах також прийнято магній-термічний метод виробництва цирконію. Використання натрію як відновлювача, як показує практика заводу в м. Аштабьюлі, дозволяє досягти значних економічних переваг, зниження собівартості відновлювальної стадії на 40 %. Причиною цього є нижчі капітальні витрати на апаратурне оформлення процесу.
Одним з варіантів металотермічного отримання цирконію був технологічний процес, розроблений в 1959 році фірмою «Нешіл лтд Компані». Цей спосіб виробництва зливків цирконію реакторної чистоти полягає в безперервному відновленні тетрахлориду цирконію з періодичним ущільненням і вилученням компактного металу у фор¬мі, придатній для дугової плавки. Як відновлювач використовується натрій, магній або їх суміш. Кращі результати по відновленню отримані при використанні суміші натрію і магнію.
Разом з тим, продовжувалися дослідження і інших методів виробництва цирконію. Так, в 1957 році повідомлялось про розробку в Іллінойському технологічному інституті процесу виробництва цирконію відновленням його діоксиду алюмінієм.
З 1950 року в США велися дослідження електролітичного методу виробництва цирконію з розтоплених солей. Електроліз оксидів цирконію виявився безуспішним, а обнадійливі результати показав електроліз галогенідів і комплексних галогенідів цирконію. На основі технології, розробленої в лабораторіях фірми «Гаріссонс Тітаніум» в 1957 році в м. Бедфорді, поблизу Клівенда, фірмою «Кеннекот Коппер» споруджено завод, на якому вивчалися електролітичні методи виробництва цирконію і гафнію, а також титану, ніобію, танталу та інших рідкісних металів.
У Франції, в м. Секле, в 1958/1959 рр. проводились дослідні роботи по отриманню цирконію реакторної чистоти електролізом розплаву із суміші 65 % NaCl і 35 % R2ZrF6.
Значною подією для економіки виробництва цирконію та інших тугоплавких рідкісних металів була розробка процесу електронно-променевої плавки. В 1959 році цей метод освоювався на заводах американських фірм «Штауфер Кемікл», «Меллорі-Шарон Металс», «Темескал металлурджікал корп.». Процес засновано на електрон-ному бомбардируванні металу у високому вакуумі. Навіть на тій, початковій стадії розвитку електронно-променеве топлення успішно конкурувало у економічному відношенні з дуговою плавкою в індукційних печах. Основною перевагою цього методу була висока ступінь чистоти металу при значно меншій собівартості продукції. Весною 1959 року перша електронно-променева піч введена в дію на цирконовому заводі в м. Олбані.
З вдосконаленням технології виробництва цирконію і його сполук, та зниженням цін розвивалося промислове виробництво цирконієвих виробів. У 1950-ті роки в США нараховувалося до 20 фірм, які спеціалізувалися на виробництві цирконієвих виробів. 10 з них випускали вироби з металевого цирконію і цирконієвих сплавів. У 1958-60 рр. промисловістю освоєна технологія виробництва цирконієвих напівфабрикатів (кованих, штампованих, катаних).
Одним з найбільш «ходових» виробів були цирконієві труби, які виробляються в широкому асортименті для ядерного реакторобудування. Потенційно значним споживачем цирконієвих труб є хімічне машинобудування. В 1961 році вихід трубної продукції зріс до 45 %.
На початку ХХІ ст. у світі є десятки спеціалізованих заводів, здатних разом виробляти близько 20 тис. км на рік цирконієвих труб різного діаметра. Промислове виробництво металевого цирконію і його сполук є в США, Японії, Англії, Франції, Німеччині, Індії та Росії.
Сьогодні провідними виробниками ядерно чистого цирконію в світі є відомі компанії: FA NP AREVA NP (CEZUS + Zircotube, які знаходяться в її складі), Франція; Westinghouse (США); GNF (США + Японія); NFC (Індія); АТ «ТВЕЛ» (Росія). Цирконієву продукцію виробляють також такі компанії, як Sandvik Steel (Швеція + відділення в США (Sandvik Special Metals), та відділення у Великобританії (Sandvik Steel UK); Nu-Tech (Канада, є відділення в США); Zircatec (Канада); Franco Corradi (Італія); General Electric Canada в Канаді; FAESA (Fabrica de Aleaciones Ecpeciales), яка знаходиться у власності компанії Combustibles Nucleares Argentonos SA (Аргентина). Повний металургійний цикл від цирконового концентрату до готових виробів мають чотири великі компанії: CEZUS + Zircotube (обсяги виробництва близько 2200 тонн цирконієвої губки на рік), Westinghouse (США, обсяги виробництва близько 800 тонн цирконію на рік), ATI Teledyne Wah Chang (США, обсяги виробництва близько 4000 тонн цирконію на рік), Western Zirconium (США, потужність — 1,8 тис. т), та російська компанія АТ «ТВЕЛ» з обсягами виробництва близько 900 т цирконію на рік. Повний металургійний цикл має також державна компанія NFC (Індія), з обсягами виробництва близько 250 тонн цирконію на рік (за іншими даними — 0,45 тис. т).
Ринок цирконію консолідований, і на частку п'яти найбільших компаній припадають основні обсяги світового споживання. Більша частина цирконію використовується підприємствами Азіатсько-Тихоокеанського регіону та Європи. Основними гравцями на цьому ринку є Iluka Resources Limited, Rio Tinto, Tronox Holdings PLC, Kenmare Resources PLC та Eramet.
Відомі до 1946 року методи виробництва металевого цирконію Кролл і Шлехтен класифікували наступним чином:
- відновлення хлориду натрієм, кальцієм або магнієм; — відновлення флуориду кальцієм або магнієм; — відновлення подвійних флуоридів лужних металів натрієм або алюмінієм; — відновлення діоксиду цирконію кальцієм, магнієм або алюмінієм; — відновлення діоксиду цирконію вуглецем або карбідом; — електроліз розтоплених хлоридів або флуоридів; — електроліз водних розчинів і розчинів органічних сполук; — термічна дисоціація галогенідів цирконію
Не всі з відомих методів отримання металевого цирконію набули промислового значення.
Вихідними сполуками для металотермічного отримання цирконію та гафнію можуть бути їх оксиди, хлориди, флоуриди, а також флуорцирконати і флуогафнати калію і натрію. Вибір відновника та вихідної сполуки зумовлюється їх термодинамічними і фізико-хімічними властивостями, вимогами до якості отримуваного металу та техніко-економічними показниками.
Основними операціями металотермічної технології є відновлення і переробка реакційної маси з метою відділення отриманого металу від інших продуктів реакції. Цирконій і гафній, як і інші тугоплавкі метали, отримують, як правило, у вигляді губки або порошку, а не зливка, що ускладнює вилучення з реакційної маси надлишку метала-відновника та його сполук, що утворилися в процесі відновлення.
Порівняння значень енергії Гіббса утворення оксидів, хлоридів і флоуридів цирконію, гафнію та деяких інших металів, які можуть розглядатися як потенційні відновники, показує, що для відновлення металу з його оксиду можна використовувати кальцій, а із хлоридів і флоуридів — кальцій, натрій і магній. Інші лужні та лужно¬земельні метали, а також РЗЕ неконкурентоспроможні з економічних міркувань. При відновленні оксидів цирконію і гафнію алюмінієм можна отримати сплав цирконію або гафнію з алюмінієм, але вихід металу є невисоким. Хлориди цирконію і гафнію відновлюються алюмінієм до сполук нижчої валентності.
Вибір вихідних речовин для відновлення зумовлений в основному вимогами до чистоти отримуваного металу. Щоб отримати цирконій або гафній з необхідними механічними властивостями (пластичний метал), потрібно звести до мінімуму вміст в цих металах газових домішок. Це спонукає вибрати як вихідні речовини безкисневі сполуки, тобто флоуриди або хлориди.
Відновлення тетрахлориду цирконію натрієм, кальцієм або магнієм. Ковкий пластичний цирконій, як вважають, вперше отримали Лелі і Гамбургер (Lely D., Hamburger L.) у 1914 році у вигляді невеликих корольків шляхом відновлення тетрахлориду цирконію натрієм в сталевому герметичному стакані.
Лелі і Гамбургер показали, що свіжий тетрахлорид цирконію, відновлений при повній відсутності повітря, дає метал з низьким вмістом кисню. Але їх метод не застосовувався в промисловості через значні технічні труднощі в реалізації. Пізніше у вдосконаленому варіанті та більшому масштабі метод використали Хантер і Джонс (Hunter M. A., Jones A.). Цирконієвий порошок, отриманий цим методом, слугує добрим вихідним матеріалом для йодидного процесу.
Чистий тетрахлорид цирконію, а краще сублімований для вилучення хлориду цирконілу, змішують в інертній атмосфері з чистою натрієвою стружкою та поміщають в герметичний сталевий стакан (реактор); відновлення проводять при нагріванні стакану до 850 °С. Отриманий порошок цирконію і хлорид натрію розділяють промиванням водою та ретельно сушать.
Під час реакції в стакані виникає високий тиск, що детермінує розміри стакана. Основні шкідливі домішки в металі, отриманому таким способом, — це кисень та азот. Метод відновлення тетрахлориду натрієм в апаратах безперервної дії використовується у промисловому виробництві і сьогодні.
Більш спокійна реакція відновлення суміші хлориду цирконію і хлориду натрію магнієм розроблена Трустом (Louis Joseph Troost, 1825—1911), та здійснена в промисловому масштабі Цеппеліном і Тайхманном (Zeppelin H., Teichmann L.). Реакція протікає з помірною швидкістю і дає реакційну масу, яку подрібнюють та вилуговують. Отриманий продукт містить невелику кількість кисню.
У всіх реакціях за участі тетрахлориду цирконію в продукт неодмінно потрапляє певна кількість кисню; при проведенні операцій в присутності вологи утворюється хлорид цирконілу. Застосування інертного газу і вдосконалення сухих камер зводить до мінімуму забруднення за рахунок цього джерела.
Відновлення тетрахлориду цирконію магнієм складає сутність методу Кролля, який у промисловому виробництві цирконію і гафнію займає провідне місце. При цьому цирконій і гафній отримують у вигляді губки.
Відновлення флуориду цирконію кальцієм або магнієм. Ламберт, Хагельстон і Хатчісон (Lambert F. J., Hagelston P. J., Hutchison R. O.) отримали цирконій в герметичному стакані (реакторі) відновленням тетрафлуориду цирконію металевим кальцієм з добавкою йоду, який забезпечував виділення додаткового тепла. Тетрафлуорид цирконію можна отримати взаємодією флуористого водню з хлоридом цирконілу, тетрахлоридом або діоксидом цирконію.
Для забезпечення кращої якості металу реактор футерували чистим флюоритом кальцію. Для початку реакції стакан нагрівали в індукційній печі до 700—750 °С.
Вілхелм і Волш (Wilhelm H. A., Walsh K. A.), а пізніше Карлсон (Carlson O.N.) також отримували металевий цирконій високої якості відновленням в тиглі тетрафлуориду цирконію кальцієм в присутності цинку і допоміжної речовини для збільшення кількості виділеного тепла. Цинк сплавлявся з цирконієм та знижував температуру плавлення продукту реакції, що приводило до утворення монолітного цирконієво-цинкового сплаву при таких температурах, коли забезпечується запобігання забруднення його матеріалом футе¬ровки. Потім цинк видаляється дистиляцією у вакуумі при 1500 ºС, що дає цирконій у вигляді губки, яку можна переплавити і отримати цирконій без домішок цинку.
Для забезпечення високої чистоти і пластичності металу важливим було використовувати тетрафлуорид цирконію високої чистоти з низьким вмістом кисню, а також високоякісний металевий кальцій. Для забезпечення пластичності металу кальцій подавали із надлишком 25 % до стехіометричної кількості.
Цирконій, отриманий вакуумною плавкою із цирконієвої губки, містив не більше 0,2 % домішок
Цей метод є найбільш простим прямим методом виробництва цирконієво-цинкових сплавів, особливо з високим вмістом цинку (10-40 %).
Відновлення тетрафлуориду цирконію кальцієм дозволяє отримувати низку сплавів цирконію з невеликими добавками інших елементів (титану, ніобію, ванадію, германію, гафнію, берилію, лантану, церію та інших).
Відновленням тетрафлуориду цирконію кальцієм при температурах вище точки плавлення цирконію отримували цирконій у вигляді зливка.
Відновлення флуорцирконатів лужних металів натрієм або алюмінієм. Хімічні сполуки цирконію з флуором, особливо флуорциконати, менше гідролізуються, ніж хлориди, і їх легше очистити від домішок кисню. Відновлюючи флуорцирконат калію натрієм, отримують порошок цирконію. Застосовуючи цей метод, Берцеліус (Berzelius J.) у 1824 році отримав тонкодисперсний порошок цирконію. Труст знову дослідив натрійтермічний процес відновлення флуорцирконату калію у 1865 році, і намагався провести відновлення флуорцирконату алюмінієм, але зустрів труднощі на цьому шляху через утворення хімічної сполуки з алюмінієм.
Цей процес можна здійснити, отримуючи тетрафлуорид цирконію дією плавикової кислоти на водний розчин хлориду цирконілу. До розчину додають відповідну кількість флуориду калію, розчин упарюють до початку кристалізації K2ZrF6, а потім фільтрують і сушать. Висушену сіль змішують з натрієм, який беруть з надлишком 10 % по відношенню до стехіометричної кількості, і завантажують у реактор. Реакцію здійснюють нагріванням реактора до 1000—1200 ºС. Реакційну масу обробляють спиртом для розчинення надлишку натрію, а металевий порошок вилуговують водою і розчином їдкого натру. Після цього виконують вилуговування розчином соляної кислоти, порошок промивають водою і висушують.
Це один із перших способів виробництва порошку цирконію, освоєних промисловістю. Ще до Другої світової війни Німеччина мала розвинуте виробництво цирконієвої продукції, щорічно вироб-ляючи з імпортної сировини кілька тонн порошків цирконію, а також технічні і реактивні солі цирконію. На той час в іноземній літературі, переважно американській, були описані способи виробництва порош-ків цирконію для військової промисловості, де вони використо-вувалися як прискорювачі горіння пороху. Було видано ряд патентів, в основному в США, армія якої на той час вже використовувала детонатори (запали), що містили циркон.
Промислове застосування відновлення подвійного флуориду натрієм для отримання порошку цирконію тривало до розробки методу відновлення діоксиду цирконію кальцієм.

## Відновлення діоксиду цирконію кальцієм, магнієм або алюмінієм
Відновлення діоксиду цирконію кальцієм вивчали Ведекінд (Wedekind E.) і Льюіс (Lewis S.), Руфф (Ruff O.) і Брінтцінгер (Brintzinger H.), Кірнан (Kiernan W.P.), Кролл (Kroll W.J.), Ліллієндаль (Lilliendahl W.C.) і Рентшлер (Rentschler H.C.).
Хімічна взаємодія металевого кальцію з діоксидом цирконію відбувається за реакцією: ZrO2 + 2 Ca = Zr + 2 CaO
Надлишок кальцію сприяє зсуву реакції праворуч, а зниження тиску — ліворуч, внаслідок вилучення металевого кальцію сублімацією. Більш рівномірний хід реакції забезпечується добавкою прожареного хлориду кальцію, який обволікає реагуючі речовини та уповільнює початковий бурхливий хід реакції. Умови рівноваги такі, що ця реакція не приводить до повного вилучення кисню.
Стружку металевого кальцію з надлишком 20-100 % до стехіометричної кількості змішують з діоксидом цирконію і хлоридом кальцію в кульовому млині протягом однієї години. Відновлення виконують у відкритому або закритому тиглі при нагріванні в межах 950—1100 ºС. Важливо при цьому запобігати забрудненню атмосферними газами. Реакційну масу подрібнюють, вилуговують кислотою, промивають водою і висушують.
Відомо багато варіантів реалізації цього способу, при яких вміст кисню в металі коливається від 0,3 до 3,0 %, а вміст азоту — від 0,03 % до 1,0 %. Найчастіше, отриманий продукт містить забагато кисню, щоб бути ковким. Але він є добрим газопоглиначем в електронних лампах, а також використовується для піротехнічних цілей і в порошковій металургії.
Відновлення діоксиду цирконію алюмінієм і магнієм вивчали Марден і Річ (Marden J.W., Rich M.N.), але результати виявилися не особливо успішними, так як готовий продукт містив залишки металів-відновлювачів та їх оксидів.
Необхідність вилуговування обробленого матеріалу для вилучення кальцію є недоліком цього процесу. Адже обробка в кислоті, су-шка та інші операції збільшують вірогідність повторного окиснення.

## Відновлення діоксиду цирконію вуглецем або карбідом цирконію
Метод відновлення діоксиду цирконію вуглецем або карбідом цирконію досліджувався Kroll W. J., Schlechten A. W..
Реакція, яка протікає в твердій фазі, описується рівнянням: ZrO2 + 2 °C = Zr + 2 CO
Для забезпечення ефективності реакцію проводили у вакуумі; матеріали тонко подрібнювали, добре перемішували та пресували у брикети. Температуру по ходу реакції підтримували на рівні, що не допускав оплавлення або спікання брикетів, отже, зупинки реакції через припинення вилучення оксиду вуглецю.
Вуглець і кисень при досягненій глибині вакууму залишався в готовому продукті в такій кількості, коли метал не відповідав кондиціям. Але було показано, що отриманий продукт є дешевим вихідним матеріалом для йодидного процесу.

## Електроліз розплавлених хлоридів та флуоридів
Ще один метод отримання металевого цирконію у вигляді порошку — електроліз розплавлених хлоридів та флуоридів, — має багато переваг у відношенні простоти і економії. Крімер, Чембес і Вайт (Creamer P M., Chambers D. H., White C. T.) вивчали різні методи електроосадження цирконію, та прийшли до висновку, що перспективним є лише метод електролізу солей. Цей метод досліджувався ще Трустом. Марден та Річ (Marden J.W., Rich M.N.) продовжили роботу з флуоридами, але зустріли труднощі внаслідок анодного ефекту, характерному для електролізу розплавлених солей. Останній зумовлений утворенням на аноді газового шару з високим опором. Анодного ефекту можна позбутися шляхом введення в електроліт діоксиду цирконію. Але в цьому випадку складно отримати метал, не забруднений киснем.
Українські вчені Плотников і Кириченко (Плотников В. М., Кириченко Е. І.) досліджували подвійний хлорид в розплавленій ванні хлористого алюмінію, хлористого калію та флуористого натрію з домішкою діоксиду цирконію. Але чистота металу складала ледве 93 % Zr. До того ж, метал забруднювався алюмінієм і утворювалася значна кількість оксиду.
Дріґґс і Ліллієндаль (Driggs E. N., Lilliendahl W. C.) отримали патент на електроліз розплавлених флуоридів.
Кролл та Штaйнберг (Steinberg M. A.) зі своїми колегами виконали повторні дослідження електролізу розчинів і вперше отримали придатний для промислового використання метал.
Базуючись на попередніх дослідженях група Штайнберга обмежилася використанням сполук K2ZrF6 (з можливою добавкою неве¬ли¬кої кількості ZrO2) і ZrCl4. Обидві сполуки легкорозчинні у розплалених галогенідах лужних і лужноземельних металів, та розкладаються електролізом.
Спочатку дослідження проводилися в графітових тиглях, які нагрівали в печах з вугільним опором. Тигель, що містив суміш солей, слугував також і анодом, а як матеріал катода вивчалися різні метали. Електролізер працював в атмосфері очищеного аргону.
Випробуванням піддавали електроліти наступного складу:
- галогеніди лужних металів з K2ZrF6 і добавками ZrO2 або без них;
— галогеніди лужних і лужноземельних металів в суміші з 50 % ZrCl4, або суміш 25 % NaCl, 25 % KCl і 50 % ZrCl4;
— галогеніди лужноземельних металів з K2ZrF6 з домішками ZrO2 або без них.
У залежності від складу електроліту і типу катода отримували осад різного виду (чорний аморфний або кристалічний) і неоднакової чистоти.
Ванни з ZrCl4 виявилися непридатними, вони давали дуже дрібний осад, який розподілявся по всьому електроліту і легко окиснювався при відмиванні.
Найчистіший метал давали електроліти наступного складу: 35 частин NaCl, 65 частин СаСl2 , 5-25 частин K2ZrF6 і 3 частини ZrO2, або 100 частин NaCl і 25 частин K2ZrF6. Останній з них використовували при всіх наступних випробуваннях. Було встановлено, що для отримання пластичного цирконію з вмістом 99,6-99,8 % цирконію, 0,05-0,08 % кисню, 0,005-0,010 % азоту і менше 0,05 % вуглецю необхідне виконання наступних умов:
```
 
— електроліз повинен відбуватися в інертній атмосфері;
 
— необхідно очищати K
2
ZrF
6
 перекристалізацією і попереднім електролізом;
 
— використовувати інертні тиглі-
аноди
;
 
— підтримувати робочу температуру в інтервалі 800—850 ºС.
```

Пізніше процес здійснили у великих електролізерах із завантаженням 2,27 кг електроліту, які давали за одну операцію 0,227 кг цирконію.
Загальна реакція електролізера відповідає рівнянню:
4 NaCl + K2ZrF6   = Zr + 4 NaF + 2 KF + 2 Cl2 (газ)
Оптимальна концентрація K2ZrF6 складає 30-35 %, оптимальна робоча температура — 850 ºС. Ванну використовують не менше 6 разів, додаючи нові порції K2ZrF6 ; її використання обмежується лише накопиченням, яке приводить до зниження електропровідності розплаву. Окрім гафнію, основними домішками в осадженому цирконії є титан, залізо, кремній і алюміній. Вміст водню коливається від 0,010 до 0,025 %.
Пізніше Райніс (Raynes B. C.) зі співавторами повідомили про успішну розробку технології електролізу флуорцирконату калію у хлориді натрію в укрупненому масштабі. Електролізер дозволяв отримати за одну операцію 14-18 кг металевого цирконію доброї якості. При цьому продуктивність складала від 1,8 до 2,7 кг/год.
Отриманий електролітичним методом і виплавлений у дуговій печі металевий цирконій гарячою або холодною прокаткою оброблявся на лист, фольгу або дріт. Вміст кисню в цьому металі коливався від 0,06 % до 0,09 %; вміст азоту в середньому складав 0,0035 %, вуглецю — 0,02-0,06 %. Сьогодні електролітичний метод промислового виробництва цирконію використовується лише в Росії.
Відомо безліч різних конструкцій електролізерів, але лише деякі з них мають промисловий інтерес. На рис. схематично показана конструкція одного з них — герметичного електролізера із захистом стінок ванни від корозійного впливу хлоридно-флуоридного розплаву гарнісажем із солей електроліту.
Гарнісаж на стінках ванни утворюється за рахунок їх охолодження водою. Для підтримки електроліту в розплавленому стані у ванну, окрім катода і анода, занурено два графітових електроди, на які подається електричний струм. Об'єм ванни — 60 л, робоча сила струму — до 600 А. Зверху ванна герметично закрита кришкою, на якій встановлена охолоджувальна камера, заповнена інертним газом. У камеру через вакуумні клапани після закінчення циклу електролізу виводять катод з катодним продуктом для охолодження. Камера з катодним продуктом за допомогою клапанів ізольована від ванни, та може відкочуватися в бік. На її місце встановлюють іншу камеру, під'єднують до ванни та розпочинають інший цикл електролізу.
Такий електролізер використовують для виробництва цирконію із живленням ванни флуорцирконатом калію, який завантажують періодично з герметичного бункера.
Таким чином, існує кілька методів отримання порошків металевого цирконію, придатних для організації їх промислового виробництва.